# Taeniocerus pygmaeus
Taeniocerus pygmaeus es una especie de coleóptero de la familia Passalidae.

## Distribución geográfica
Habita en Malaca (Malasia).